# An deiner Schulter
An deiner Schulter (Originaltitel: The Upside of Anger) ist ein US-amerikanisch-britisch-deutsches Filmdrama aus dem Jahr 2005. Regie führte Mike Binder, der auch das Drehbuch schrieb und eine der Rollen übernahm.

## Handlung
Der Film beginnt mit der Szene einer Bestattung, während der Denny Davies neben Terry Ann Wolfmeyer steht. Die Off-Stimme, Terrys Tochter Lavender, sagt, Terry sei nicht immer verbittert gewesen. Sie sei eine nette Frau gewesen, die geliebt wurde.
In einer Rückblende werden Ereignisse drei Jahre zuvor gezeigt. Terry frühstückt gemeinsam mit ihren Töchtern Lavender, Andy, Emily und Hadley, denen sie erzählt, dass sie von ihrem Ehemann verlassen wurde. Die Familie, gehobener Mittelstand, lebt in einer ruhigen Villengegend mit großen Grundstücken. Der Nachbar, ein Freund ihres Mannes, der ehemalige Baseballspieler und Radioplauderer Denny Davies, besucht Terry, da er für bauliche Veränderungen die nachbarliche Einwilligung ihres Gatten benötigt. Terry versucht vergeblich, Denny abzuwimmeln und dieser erfährt von der Trennung des Paares und dass der Gatte spurlos verschwunden ist. Denny und Terry verbringen den Rest des Tages gemeinsam mit reichlich Alkohol- und Fernsehkonsum.
In den nächsten Monaten wird Denny zunächst Freund der Familie, langsam entwickelt sich zwischen ihm und Terry eine Liebesbeziehung. Terry versucht, die Situation, plötzlich mit vier halbwüchsigen Töchtern allein dazustehen, in den Griff zu bekommen – mit wechselndem Erfolg.
Die älteste Tochter Terrys, Hadley, eine College-Studentin, ist kurz vor dem Abschluss schwanger und heiratet ihren Kommilitonen. Andy, die zweitälteste, bekommt durch Vermittlung Dennys einen Job bei Dennys Radiosender, zunächst aber nur, weil der Produzent es auf sie abgesehen hat. Lavender, genannt Popeye, die Jüngste, geht auf eine private Schule, wo sie sich in einen schweigsamen Jungen verliebt. Als das Mädchen die schüchterne Jugendliebe zu konkretisieren versucht, weist der Junge sie mit der Eröffnung, homosexuell zu sein, ab. Lavender schlägt vor, es einmal mit einem Mädchen, mit ihr, zu versuchen.
Terry macht einen schlechten Eindruck auf die künftigen Schwiegereltern ihrer Tochter, welche sie beim ersten gemeinsamen Essen durch maßloses Trinken provoziert. Emily, die zweitjüngste, möchte klassische Tanzkunst studieren, womit ihre Mutter nicht einverstanden ist – das sensible Mädchen fühlt sich ungeliebt und unverstanden und wird ernsthaft krank.
Langsam stabilisiert sich Terry, die in Gefahr war, Alkoholikerin zu werden, und kann wieder für ihre Töchter da sein. Auf Hadleys Hochzeitsparty trifft sie Andys Freund, den Produzenten des Radiosenders, den sie für viel zu alt und unstandesgemäß hält, gibt ihm ihre Verachtung für seine Mesalliance mit einer zwanzig Jahre Jüngeren zu verstehen und ohrfeigt ihn. Andy trennt sich danach aus eigener Einsicht von ihm, auch wenn er ihr sogar berufliches Talent bescheinigt.
Terry, die ihre Töchter gut versorgt sehen will, verkauft das verwilderte Grundstück hinter ihrem Haus. Mit der Zeit gewöhnen sich alle nach diversen Schwierigkeiten an die Situation, Denny bleibt bei der Familie und füllt den leeren Platz, den Terrys Ehemann hinterlassen hat. Bei Emilys Tanzdebüt sitzt die neue Patchwork-Familie endlich befriedet im Publikum.
Auf dem Grundstück, das nach dem Verkauf zu einer Baustelle wurde, wird drei Jahre später die Leiche des Ehemanns von Terry, Grey, gefunden. Der Mann hatte Terry nicht kommentarlos verlassen, er war in einen schlecht abgedeckten alten Brunnen gefallen und dort verstorben.
Terry weint untröstlich, als sie erfährt, dass sie ihrem Mann fälschlich unterstellt hatte, sie und die Familie verlassen zu haben. Der Film endet mit der Szene der Bestattung.

## Kritiken
Das Lexikon des internationalen Films schrieb, der Film sei ein „facettenreiches, tragikomisches Familiendrama mit einer brillanten Hauptdarstellerin“.

## Auszeichnungen
Der Film gewann im Jahr 2005 zwei Sonderpreise des National Board of Review. Kevin Costner und Joan Allen wurden im Jahr 2005 für den Satellite Award nominiert, ein Jahr später erhielten beide eine Nominierung für den Broadcast Film Critics Association Award. Joan Allen wurde 2005 für den Washington DC Area Film Critics Association Award nominiert und gewann den San Diego Film Critics Society Award; 2006 wurde sie für den Online Film Critics Society Award nominiert und gewann den Chicago Film Critics Association Award; 2007 wurde sie für den London Critics Circle Film Award nominiert. Kevin Costner gewann 2005 den San Francisco Film Critics Circle Award.

## Hintergründe
Der Film wurde in London und in einigen anderen Orten in England sowie in Michigan gedreht. Seine Produktionskosten betrugen schätzungsweise 9 Millionen US-Dollar. Die Weltpremiere fand am 23. Januar 2005 auf dem Sundance Film Festival statt. Der Film spielte in den Kinos der USA ca. 18,76 Millionen US-Dollar ein.